# Therofon
Therofon là một chi thực vật có hoa trong họ Saxifragaceae.